# Фолк, Роберт
Роберт Фолк (англ. Robert Folk; род. 1949) — американский кино- и телевизионный композитор и дирижёр. Лауреат премии ASCAP Film and Television Music Awards (1996).

## Биография
Родился 5 марта 1949 года в Нью-Йорке.
Выпускник и бывший преподаватель Джульярдской школы в Нью-Йорке. Получил докторскую степень, создал партитуры для более чем 65 полнометражных фильмов. Работал со многими ведущими режиссёрами.
Роберт Фолк является автором и классических произведений, в том числе симфонических, вокальных и камерных. Дирижировал многими выдающимися оркестрами, в том числе Лондонским симфоническим оркестром, Королевским филармоническим оркестром, Московским симфоническим оркестром, Мюнхенским симфоническим оркестром, Berlin Radio Orchestra, Dublin Symphony Orchestra и City of London Sinfonia.
Фолк является членом организаций — Academy of Motion Picture Arts and Sciences и American Society of Composers, Authors and Publishers.

## Фильмография
- Полицейская академия
- Мальчишник (фильм, 1984)
- Любовь нельзя купить
- Счастливы вместе (фильм, 1989)